# كأس البوسنة والهرسك 1998–99
كأس البوسنة والهرسك 1998–99 هو الموسم 5 من كأس البوسنة والهرسك. أشرف على تنظيمه اتحاد البوسنة والهرسك لكرة القدم، وفاز فيه NK Bosna Visoko ‏.